# Hydrocotyle hirta
Hydrocotyle hirta är en växtart i släktet Hydrocotyle och familjen araliaväxter.
Arten är en perenn ört som förekommer i Australien. Den beskrevs av Robert Brown och Achille Richard 1820.